# Escœuilles
Escœuilles (Nederlands: Skole) is een gemeente in het Franse departement Pas-de-Calais (regio Hauts-de-France) en telt 398 inwoners (1999). De plaats maakt deel uit van het arrondissement Sint-Omaars.

## Geografie
De oppervlakte van Escœuilles bedraagt 5,9 km², de bevolkingsdichtheid is 67,5 inwoners per km².
De onderstaande kaart toont de ligging van Escœuilles met de belangrijkste infrastructuur en aangrenzende gemeenten.

## Demografie
Onderstaande figuur toont het verloop van het inwonertal (bron: INSEE-tellingen).